# Дарт Плэгас
Дарт Плэ́гас (англ. Darth Plagueis), так же известный как Хего Дамаск II (англ. Hego Damask II) — персонаж франшизы «Звёздные войны». Тёмный повелитель ситхов и учитель Дарта Сидиуса. Плэгас значительную часть своей жизни посвятил экспериментам над мидихлорианами, результаты которых позволили ему воскрешать умерших.
Впервые имя Плэгаса было упомянуто в легенде, которую в фильме «Месть ситхов» Сидиус под именем Шива Палпатина рассказал Энакину Скайуокеру, чтобы склонить его к Тёмной стороне Силы. Легенда оказала значительное влияние как на становление Скайуокера как Дарта Вейдера с внутривселенной точки зрения, так и на развитие образа в реальности. Так, изначально Дарт Плэгас не планировался Джорджем Лукасом как полноценный отдельный персонаж, но позже он был разработан Джеймсом Лусено в романе «Звёздные войны: Дарт Плэгас».

## Биография
Хего Дамаск II, будущий Дарт Плэгас, родился на планете Майгито между 147 и 120 ДБЯ в семье богатого функционера Межгалактического Банковского клана Каара Дамаска и был назван в честь деда, Хего Дамаска I, основателя семейной финансовой компании «Капиталы Дамаска». В детстве Хего воспитывался совсем не в традициях муунов — он был скрытен, получал прекрасное, но домашнее образование и общался только с родителями и другом отца, инженер-дизайнером космических кораблей из расы битов Руджессом Номом. В какой-то момент Дамаск обратил внимание на наличие у себя особых способностей, но получил от родителей строгий приказ скрывать их, а когда ему исполнилось 25 лет, родители поручили своего сына заботам Руджесса. Вскоре однако Хего узнал, что Ном — тёмный повелитель ситхов Дарт Тенебрус, который фактически создал его: Тенебрус обратил внимание на присутствие Силы в Кааре, нашёл чувствительную к Силе женщину, поручил ей соблазнить финансиста и родить от него ребёнка, который, как заявил ситх самому Хего, а до этого его родителям, станет продолжателем «Правила двух». На самом же деле Тенебрус просто нашёл подходящее тело, в которое он смог бы позже переселить свой дух и тем самым жить дольше естественного.
Исходя из своих намерений, Тенебрус почти не обучал Дамаска, которому дал имя Дарта Плэгаса. Плэгас же наращивал своё влияние как Хего Дамаска в тайне от учителя — он унаследовал семейную компанию, которую быстро превратил в ключевого игрока финансового мира, стал миллионером, получил инструменты влияния на Галактический сенат. В 67 ДБЯ оба ситха изучали залежи кортозиса на Болдемнике. В какой-то момент в шахте начался обвал, и Плэгас почувствовал, что Сила приказывает ему убить наставника, что он и сделал — обрушил камни на голову Тенебруса; тогда Тенебрус привёл свой тайный план в исполнение — вселился в тело Плэгаса, но не смог там удержаться и был изгнан разумом мууна. На свою собственную планету под названием «Тайник» Плэгас вернулся на угнанном у пиратов корабле; член экипажа этого корабля, дроид 11-4D, стал ассистеном ситха. На Тайнике мууна встретил Дарт Венамис, бит, которого втайне обучал Тенебрус как план «Б» на случай смерти Плэгаса. Венамис был побеждён Плэгасом и стал подопытным для экспериментов.
В 65 ДБЯ Плэгас, в лице Хего Дамаска, участвовал в финансировании победы партии либералов на выборах короля Набу, а когда в штабе консерваторов обнаружился крот, Дамаск решил с ним познакомиться. Кротом оказался студент Шив Палпатин, сын крупного землевладельца, в котором Плэгас обнаружил присутствие Силы и вскоре сделал того своим учеником, Дартом Сидиусом. Плэгас, в отличие от Тенебруса, поставил Сидиуса вровень с собой и намеревался сделать так, чтобы они правили вместе. Палпатин общими усилиями делал карьеру в Галактической Республике, а муун подготавливал население к будущему падению джедаев в социально-экономическом плане, а кроме того, убедил магистра Сайфо-Диаса заказать армию клонов. В 52 ДБЯ на Хего Дамаска произошло покушение, организованное посольством сектора Маластар при Галактическом сенате, когда тот присутствовал на собрании членов Ордена Склонённого круга; Плэгас лишился части лица и был вынужден отойти от дел. С того момента он почти безвылазно жил в Тайнике и занимался экспериментами с мидихлорианами. в 42 ДБЯ ему удалось, воздействуя мысленно на мидихлорианы, десятки раз убивать и воскрешать Венамиса, а затем вместе с Сидиусом в ходе медитации подчинить своему влиянию саму Силу. Однако после этого все подопытные Плэгаса умерли, а сам он стал слабее — как решил Плэгас, Сила оказывала сопротивление. В 33 ДБЯ Сидиус с помощью своего ученика, Дарт Мола, организовал новое покушение на Дамаска, причём Плэгас сам помогал Молу в выполнении его «задания» — похищения ядерного оружия и активации его на Тайнике. Вовремя спастись Плэгасу и 11-4D помог Джабба Хатт, в обмен на кредит предоставивший нужную информацию.
Плэгас и 11-4D были вынуждены переехать в квартиру Дамаска на Корусанте и бросить эксперименты, но при этом Плэгас вернулся к политике и ситхским интригам. Так, чтобы дать Падме Амидале трон, Плэгас лично прибыл к королю Набу Арсе Веруне и убил его с помощью влияния на мидихлорианы. В 32 ДБЯ, после вторжения Торговой Федерации на Набу, джедаи привезли на Корусант мальчика, который по заявлению Квай-Гона Джинна являлся «Избранным». Сидиусу было неизвестно, что Дарт Плэгас пришёл к выводу о том, что рождение «Избранного» как раз в 42 ДБЯ, после подчинения Силы, есть ответный удар Силы по ситхам. Плэгас попытался познакомиться с Энакином Скайуокером, но успел лишь понаблюдать за ним в бинокль; в тот же момент ему пришло виде́ние о Скайуокере как Дарте Вейдере. Так что Плэгас приказал Молу убить Джина, а сам вступил в сговор с бизнесменами, пообещавшими мууну отделиться от Республики и начать войну, а Сидиус тем временем устроил своё избрание на выборах Верховного канцлера Галактической Республики. Отмечая предсказуемую победу на утреннем голосовании, ночью два ситха выпивали в квартире Плэгаса. Дамаск, будучи пьяным, заснул и тем самым позволил Сидиусу легко убить себя молниями. Огромное возмущение в Силе после смерти Плэгаса Сидиус сначала принял за успех мууна — что его дух уцелел — но потом списал это на случившуюся той же ночью дуэль на Набу и закончившуюся смертью Джинна и официальной гибелью Мола. Смерть Дамаска, отшельничавшего 20 лет, не привлекла особого внимания СМИ, а по приказу руководства «Капиталов Дамаска» тело было скрытно кремировано.
Впоследствии Сидиус на основе своих частичных знаний о достижениях Плэгаса поручил 11-4D восстановить утраченное мастерство погибшего, но получить аналогичный контроль над мидихлорианами Сидиусу так и не удалось. Вместе с тем он полагал, что вместе со Скайуокером ему это могло бы удасться, так что он в 19 ДБЯ рассказал джедаю «легенду о Плэгасе Мудром», стремясь склонить того к Тёмной стороне. Впоследствии, уже будучи главой Галактической Империи, Палпатин смог обучиться технике переселения разума в тело клона, чем он и воспользовался после предательства Вейдера в Битве при Эндоре в 4 ПБЯ. Таким образом он выжил и основал Первый Орден.

## Создание
Джордж Лукас при создании первых фильмов трилогии приквелов не задумывался о предшественниках-ситхах Палпатина поскольку, по его мнению, подобная информация была для экрана «лишней». Но для «Мести ситхов» им была придумана история о ситхе, что спасал жизни. По задумке режиссёра, сцена с подобной историей хорошо бы проиллюстрировала оставшееся за кадром доверительное и наставительное отношение Палпатина к Скайуокеру. В одном из первоначальных вариантов сценария легенда о Плэгасе излагалась более подробно: после фразы «он спасал от смерти других, а себя не сумел», Палаптин говорил, что «ученик не видел смысла в такой способности. Поэтому знание о том, как спасать любимых от смерти исчезло вместе с Плэгасом Мудрым». На этом Лукас собирался закончить с персонажем, поскольку гипертрофированные способности Плэгаса шли вразрез с его представлениями о Силе, а кроме того, он считал, что рассказывая историю, Палпатин просто солгал в «лучших ситхских традициях».
Вскоре после премьеры фильма Lucasfilm принял решение развить образ, воспользовавшись считавшейся Лукасом выдумкой легендой о Плэгасе как основой для «правдивой истории» о наставнике Палпатина. Писателю Джеймсу Лусено, только что закончившему два сопроводительных к «Мести ситхов» романа, поручили создать полноценную биографию ситха. Первоначальная концепция будущего романа предполагалась Лусено как невольная «гонка» в поисках бессмертия между Квай-Гоном и Плэгасом, но если Квай-Гон находит ответ, то Плэгас терпит поражение; таким образом рассказанная Скайуокеру история оставалась бы лживой. Однако Лусено вступил в конфликт с сюжетной группой Lucasfilm, желавшей сделать основной темой романа ученичество Сидиуса и восхождение Палпатина к власти, так что писатель в 2007 году приостановил работу. К тому моменту Лукас и Лусено договорились о принадлежности ситха к расе муунов, причём режиссёр прислал писателю уже готовые концепт-арты.
Параллельно студия LucasArts разрабатывала видеоигру «Star Wars: The Force Unleashed», которая должна была сосредоточиться на малоизвестных персонажах, среди которых особое место играл Плэгас, уже к тому моменту определённый как наставник Палпатина. В различных черновиках имелись разные варианты развития сюжета. Так, в одном из черновиков Плэгас в виде призрака наставлял Галена Марека, в другом — Вейдер отправлял Марека на поиски знаний Плэгаса, в третьем Марек становился либо клоном, либо реинкарнацией ситха. Поскольку внешность и раса ещё не были определены, то художник Грег Найт создал более 30 разных вариантов, от обыкновенного человека до киборга или зомби. Лукас, так же работавший над игрой, выбрал из концептов Найта заинтересовавший его образ, доработал и отправил Лусено. Поскольку Лукас надеялся на роман, то по его предложению LucasArts, ещё до приостановки работы Лусено, отказалась от персонажа Плэгаса.
В 2006 году произошло первое появление Дарта Плэгаса — его гуманоидная, обращённая спиной к читателю фигура в плаще, была опубликована в пародийном неканоничном комиксе издательства «Dark Horse Comics» «Таг и Бинк: Месть клонированной угрозы». В комиксе Плэгас проводил опыты с мидихлорианами, чем вызвал взрыв планеты, на орбите которой находился, а единственный выживший в результате этой катастрофы стал героем на Земле (то есть Суперменом). Независимо от Лусено, LucasArts и Dark Horse компания «Wizards of the Coast» в 2009 году выпустила набор минифигурок «Star Wars Miniatures: Jedi Academy», среди которых была и минифигурка Плэгаса в виде мууна.
После 2009 года к Плэгасу вновь вернулся Джеймс Лусено. Lucasfilm предоставил ему определённую творческую свободу, сняв часть требований о проработке образа Палпатина. В конце концов Лусено в романе в одинаковой степени описал обоих ситхов, чем удовлетворил сюжетную группу. Роман под названием «Звёздные войны: Дарт Плэгас» был опубликован 10 января 2012 года, и вскоре был назван критиками из «Newsday» лучшим из всего существовавшего по «Звёздным войнам» на тот момент. 10 февраля 2012 года вышло собрание Дениэла Уоллеса «Книга ситхов: Тайны Тёмной стороны», где был опубликован отрывок из научного журнала Плэгаса, оформленного в стиле работ Леонардо да Винчи.
Имя «Дарт Плэгас» появилось уже в первом черновике «Мести ситхов» за апрель 2003 года; оно происходит от англ. plague, то есть «зараза» или «мор». Рассказ Мэттью Грея 2008 года «Behind the Threat: The Sith, Part 2: The Becoming» подтвердил подобное происхождение имени персонажа и с внутривселенной точки зрения. В 2011 году в журнале «Star Wars Insider 130» появился рассказ «Тенебрус: Путь тьмы» за авторством Мэттью Стовера. По Стоверу, «Плэгас» означает не «зараза», а «заражённый», что связывалось с намерениями Тенебруса перенести свой разум в тело ученика. Тот же журнал в сопроводительной статье указал, что Стовера попросил написать этот рассказ сам Лукас. В самом рассказе Плэгас не появился в целях сохранения тайны до выхода романа Лусено.
В апреле 2014 года Lucasfilm разделил все официальные материалы по «Звёздным войнам» на «Канон» и неканоничные «Легенды», к которым были отнесено большинство произведений, в том числе все, касающиеся Дарта Плэгаса. Таким образом, вопрос о правдивости рассказанной Скайуокеру легенды снова оказался открыт, так же как снова стал неизвестен наставник Палпатина. Позднее, в своём первом романе по каноничной вселенной, «Таркин», Лусено с согласия Лукаса перенёс в общих чертах содержание книги «Звёздные войны: Дарт Плэгас» в «Канон».
В 2021 году сайт Screen Rant предположил, что Дарт Плэгас должен стать одним из главных героев запланированного телесериала «Звёздные войны: Аколит», однако подтверждений тому нет.

## Оценка образа
Несмотря на то, что Дарт Плэгас никогда не появлялся на экране, он получил некоторую известность. Так, легенда из «Мести ситхов» стала популярным интернет-мемом.
В статье на StarWars.com писатель Дениэл Уоллес назвал Плэгаса «доктором Франкенштейном Тёмной стороны». Уоллес, написавший также научный журнал Плэгаса, сравнил взгляды ситхов вообще и Плэгаса в частности на Силу с теорией Аристотеля о возникновении животных и растений из ничего. Так же, по Уоллесу, мысли Плэгаса сходны с теми, что изложены в работах учёных Средневековья и Возрождения.
Философ Теренс Макмиллан из Университета Восточного Вашингтона в своей статье «Платоновский парадокс Дарта Плэгаса: Как может повелитель ситхов быть Мудрым?» отметил, что с точки зрения философии Платона Плэгас не мог титуловаться «мудрым». Так, по Макмиллану, Сократ как бы отражает идеологию джедаев, заявляя в одном из своих трудов, что «мудрейший из вас… тот, кто осознал… что в отношении мудрости он действительно ничего не сто́ит», в то время как учение софистов явно перекликается с действиями ситхов в событиях «Скрытой угрозы». Далее он сравнивает точки зрения Плэгаса и Платона на политику — если древнегреческий учёный «выступал против циничного взгляда, что сила делает правым», то ситх наставлял Палпатина: «вместо того, чтобы „гореть“ с приглушённой целью, мы искажаем пространство и время, чтобы преобразить галактику по нашему собственному замыслу». И если Плэгас учит, что ситхи хотят быть свободными от условностей, морали, правительства, закона и, в конечном счёте, даже от ограничений самой Силы, то Платон ему противопоставляет, по мнению Макмиллана, свою теорию свободы как клетки самого человека.

### Теории фанатов
После премьеры фильма «Пробуждение силы» появились фанатские теории о том, что Верховный лидер Сноук и Плэгас — одно лицо, хотя исполнитель роли Сноука Энди Сёркис опроверг это. Дейв Трумбор из Collider отметил, что среди прочего теория предполагает, «что древний мастер Темной стороны на самом деле намеревается достичь бессмертия, возможно, путем передачи своего сознания своим хорошо обученным и молодым ученикам» аналогично тому, что было показано в книгах о Дарте Бейне. Так же он привёл цитату из интервью Ричарда Маркуанда 1983 года, в котором тот, говоря о третьей трилогии, заявил, что «если спланировать финальную трилогию, то вы встретитесь с высшим интеллектом», то есть тем, что стоял выше злодеев из «Возвращения джедая». Кроме того, учитывая сходство концептов раннего Палпатина авторства Ральфа Маккуорри со Сноуком, фанаты «подозревают, что антагонист за кулисами других шести фильмов, возможно, нашел способ обмануть смерть».
Элеонор Тремер из Moviepilot назвала легенду о Плэгасе «кусочком информации, имевшем решающее значение для обращения Энакина на Тёмную сторону». Подтверждение теории о Плэгасе как Сноуке она увидела в музыке Джона Уильямса, использованной сначала как фон во время разговора Палпатина со Скайуокером о Плэгасе в «Мести ситхов», а затем как тема Сноука в «Пробуждении силы». В снимавшихся «Последних джедаях», как она отметила, Джей Джей Абрамс и съёмочная команда пытались «создать новый поворот в мифологии, не увязая в большой истории», и Плэгас мог бы стать решением. Стивен Колберт из Screen Rant отметил, что подтверждение теории могло бы повторить историю с коренным изменением взглядов фанатов на франшизу, аналогично произошедшему после выхода трилогии приквелов. Так же это стало бы «одним из лучших вариантов завершения девяти эпизодов саги Скайуокеров», в противном же случае трилогия превратится в «лёгкую добычу наличности».
События последнего фильма новой трилогии — «Скайуокер. Восход» — привели фанатов к заключению, что теория о роли Плэгаса частично подтвердилась, только Плэгас был не Сноуком, а самим Палпатином, чьим телом он пользовался. Более глубокий анализ привёл фанатов к идее, что ситхская династия начиная с Дарта Бейна представляла собой одну сущность (Бейна), переселявшуюся в новые тела. Позднее новеллизация «Звёздные войны: Скайуокер. Восход» за авторством Рей Карсон опровергла все положения теории.